# Singapur (pel·lícula)
Singapur (títol original en anglès: Singapore) és una pel·lícula estatunidenca dirigida per John Brahm, estrenada el 1947. Ha estat doblada al català.

## Argument
Al Singapur d'abans de la guerra, Matt Gordon coneix Linda Grahame de qui s'enamora. Però són separats per la invasió japonesa. Cinc anys més tard, acabada la segona Guerra Mundial, Gordon torna a Singapur per recuperar una fortuna en perles de contraban. Es troba accidentalment amb Linda, que té amnèsia i no es recorda dels anys d'abans de la guerra. A més a més, Linda està casada amb Van Leyden, un ric terratinent anglès que va conèixer al camp de presoners on els japonesos l'havien internat. Mentrestant, el contrabandista Mauribus planeja quedar-se con les perles de Matt.

## Repartiment
- Fred MacMurray: Matt Gordon
- Ava Gardner: Linda Grahame / Ann Van Leyden
- Roland Culver: Michael Van Leyden
- Richard Haydn: Comissari adjunt Hewitt
- Spring Byington: Sra. Bellows
- Thomas Gomez: M. Mauribus
- Porter Hall: M. Gerald Bellows
- George Lloyd: Sascha Barda
- Maylia: Ming Ling
- Holmes Herbert: Reverend Thomas Barnes
- Edith Evanson: Sra. Edith Barnes
- Frederick Worlock: Cadum
- Lal Chand Mehra: M. Hussein
- Curt Conway: Pepe